# محمدرضا میرزایی
محمدرضا میرزایی (متولد ۱۳۶۴) عکاس ایرانی است.
وی دانش‌آموخته رشته گرافیک در هنرستان صدا و سیما و دارای مدرک کارشناسی ارشد رشته هنرهای زیبا از دانشگاه پنسیلوانیا است. عکس‌های میرزایی در نمایشگاه‌های متعددی در جهان به نمایش درامده‌اندو مورد استقبال منتقدان و عکاسان مختلف همچون مایکل کنا، میترا تبریزیان، کارلوس باسوالدو و مهران مهاجر قرار گرفته‌اند. از آثار میرزایی تاکنون دو کتاب با عنوان «چیزی که ندارم» توسط انتشارات ادیتزونی دل برادیپو در ایتالیا و «اینک خورشید می‌دمد» توسط انتشارات دانشگاه پنسیلوانیا در آمریکا منتشر شده است.
او در سال ۲۰۱۱ به همراه عکاسان مشهوری مانند مارتین پار، رابرت ادمز و دایدو موریاما یکی از داوران جایزه فوتوبوک اواردز در شهر کاسل آلمان بود.